# Senado de Essuatíni
O Senado de Essuatíni é a câmara alta do país e é bicameral. O Senado pode debater ou passar um projeto de lei, com exceção de uma "conta de dinheiro", que deve ser primeiro introduzido na câmara baixa, a Casa da Assembléia.
O Senado não deve exceder 31 membros. O Rei de Essuatíni nomeia 20, enquanto os outros dez são eleitos pela Assembleia. Cinco dos dez devem ser mulheres. No entanto, de acordo com a União Interparlamentar do banco de dados, em 2008, havia 12 mulheres senadoras em vez do mínimo estipulado 13, e, em 2013, havia apenas dez.
A eleição é por voto secreto. Todos os senadores servem mandatos de cinco anos. Cada senador tem de ter pelo menos 18 anos de idade, um cidadão, um eleitor registado e ter "pago todos os impostos ou fez arranjos satisfatórios para o Comissário de Impostos". As desqualificações são: insolvente, ao abrigo de qualquer lei, sem ter sido "reabilitados", sendo de mente doentia, condenado à morte ou superior a seis meses de prisão por um crime em Essuatíni, um membro das forças armadas do país ou de detenção, ou de atuar em um cargo público sem ser concedida uma licença para servir no Senado, não qualificado para ser um eleitor, desqualificado pela lei, encontrado incompetentes para cargos públicos, ligado a uma empresa de um contrato com o governo e não ter feito as boas divulgações sobre o contrato, ou a detenção ou de atuar em qualquer escritório conectado com a conduta de qualquer eleição ou a elaboração ou revisão de qualquer cartório eleitoral.[carece de fontes?]
Em julho de 2005, uma nova constituição foi aprovada pelo Parlamento e assinado pelo Rei Mswati III. A primeira eleição sob a nova constituição, teve lugar em setembro de 2008. A mais recente eleição foi realizada em setembro de 2013. Gelane Zwane concorreu sem oposição, foi eleito Presidente do Senado pela terceira vez consecutiva. Ngomuyayona Gamedze foi escolhido como Vice-Presidente, também pela terceira vez consecutiva. Seis escolhidos eram membros da família do rei.
Mais tarde, em 2013, o Senado proibiu os Membros do Parlamento a partir de divórcio, enquanto no ofício para "evitar embaraçar o rei."